# Volkskunst

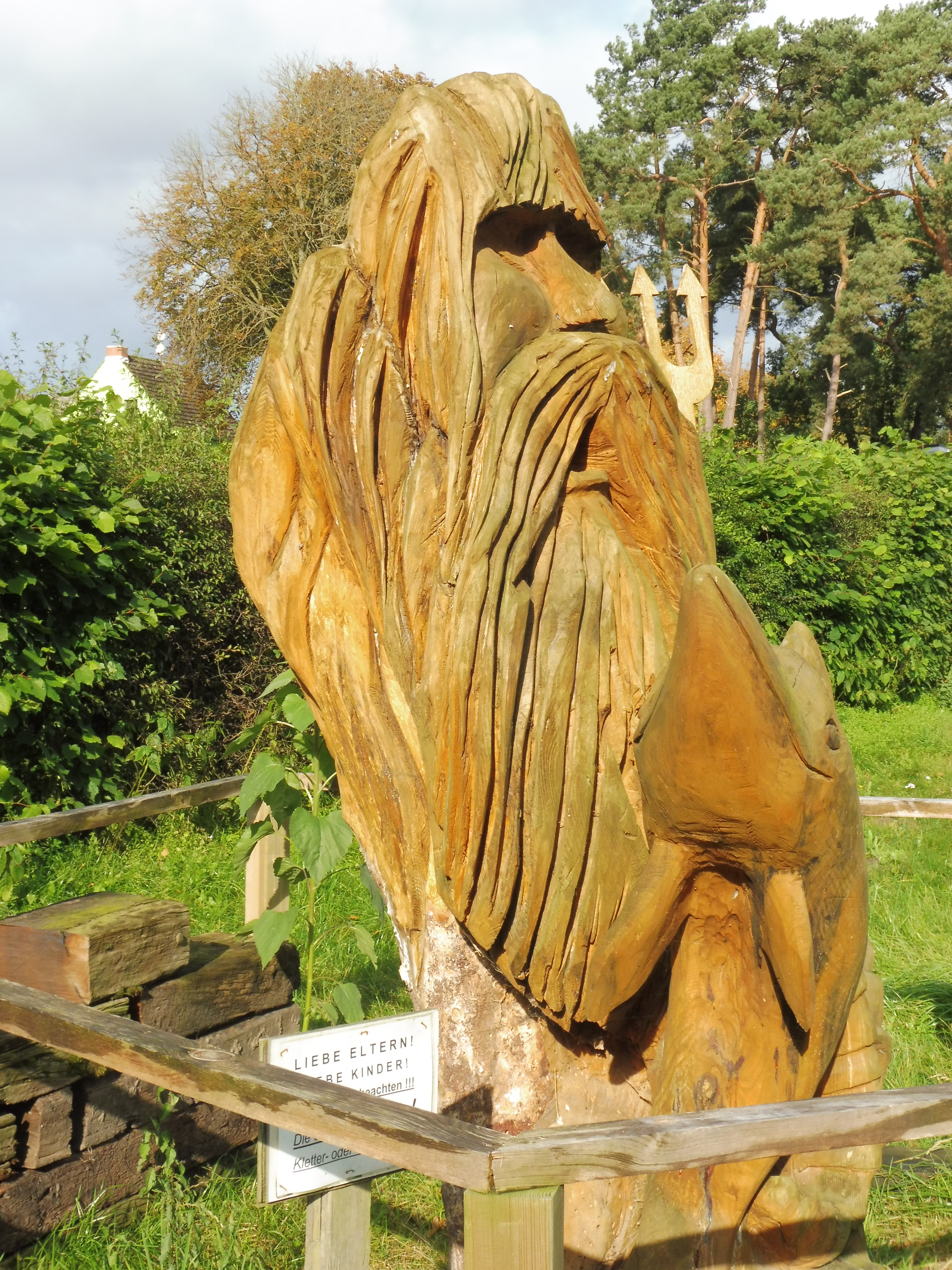
„Neptun“. Holzschnitzerei am Plauer See in Mecklenburg.

Die Volkskunst, teilweise auch Heimatkunst genannt, bezeichnet das bildnerische und kreative Schaffen jenseits der klassischen bzw. modernen Künste, meist eingebunden in traditionelle handwerkliche oder häusliche Produktion.

## Ursprung
Die Werke der Volkskunst sind zumeist anonymen Ursprungs, ihre Produzenten haben keine im engeren Sinne ästhetische bzw. künstlerische Ausbildung absolviert. Den Begriff „Volkskunst“ prägte 1894 der österreichische Kunsthistoriker Alois Riegl. Die Entdeckung der Volkskunst durch die Kunstwissenschaft im ausgehenden 19. Jahrhundert als historisch wie ästhetisch wertvoller Teil der Kultur ging einher mit dem zunehmenden Verschwinden dieser Erscheinung in den sich industrialisierenden europäischen Gesellschaften. Der zunehmende Verlust handwerklicher Traditionen zum Ende des 19. Jahrhunderts in Mittel- und Westeuropa entzog der Volkskunst hier die Basis ihres Schaffens. In Anlehnung an die Theorien des Primitivismus erfuhr gerade zu dieser Zeit die Volkskunst wie auch die sogenannte primitive Kunst der außereuropäischen Länder eine besondere Aufmerksamkeit auch und gerade durch die Künstler der Moderne. Das größte wissenschaftliche Interesse erfuhr die Volkskunst durch den ersten internationalen Volkskunstkongress 1928 in Prag mit über 200 Teilnehmern. Daraus entstand die Commission Internationale des Arts et Traditions Populaires (CIAP, heute SIEF), eine internationale Kommission zur Förderung der Volkskunstforschung.

## Sammlungen

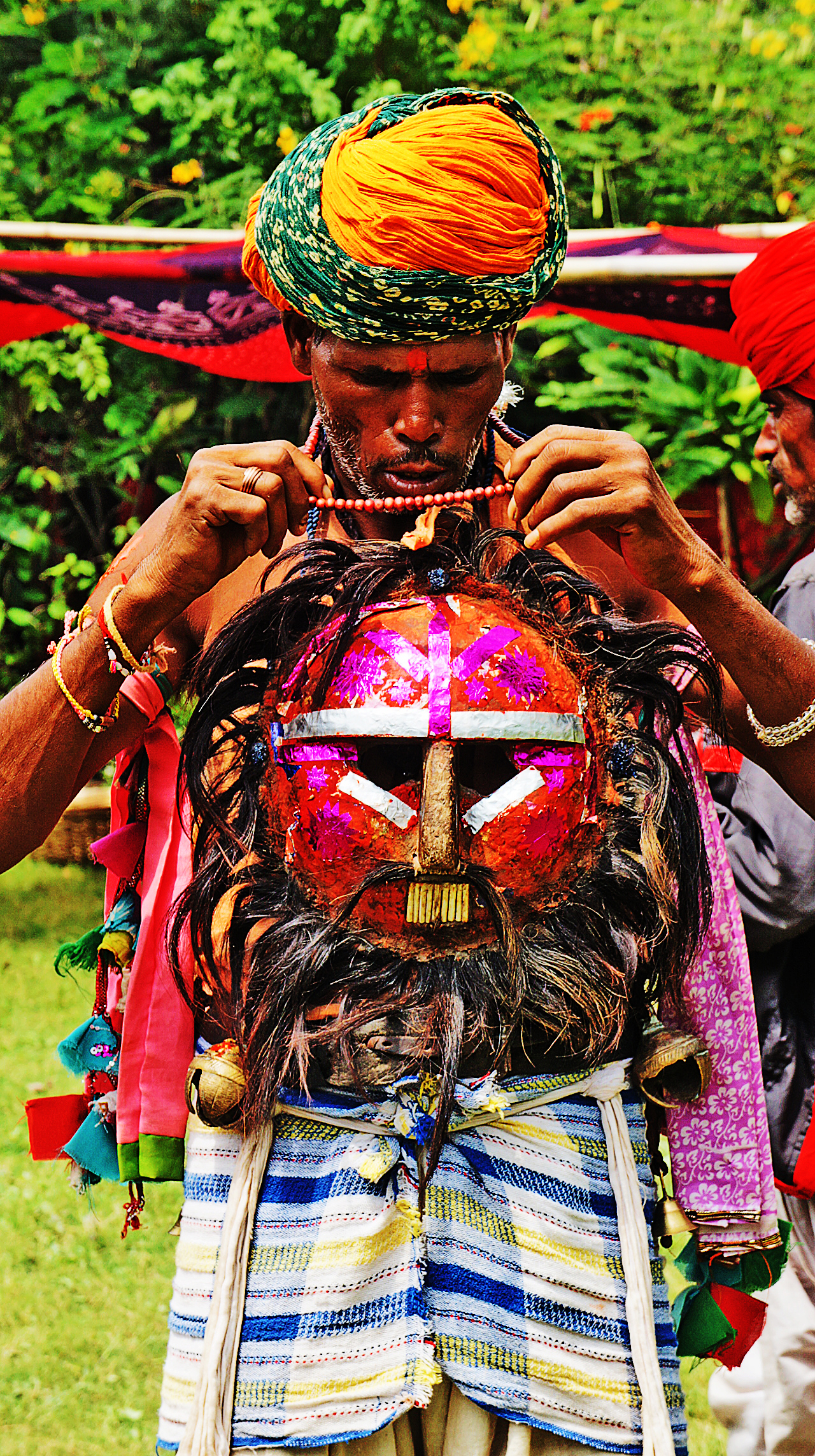
Heilige Maske eines Budia-Darstellers in einem religiösen Volkstheater beim Gavari-Jahresfest in Rajasthan, Indien. Die magische Verbindung zur Götterwelt stellt der Heilungspriester Bhopa her.

Zahlreiche Privatpersonen sammelten die mit der Industrialisierung seltener werdenden Objekte der Volkskunst. Es entstanden – ebenfalls zumeist auf private Initiative – die ersten Privatsammlungen und Heimatmuseen. Beispiele sind das Heimatmuseum Hüsli oder Sammler wie Georg Essl I. oder Oskar Spiegelhalder. Volkskünste können abhängig von ihrer handwerklichen Basis bzw. ihrem Bezug zu einem speziellen Brauchtum eher regionalen oder eher überregionalen Charakter aufweisen. In der Regel entspringen Volkskünste landschaftlich oder nach Volksstämmen eng umgrenzten Überlieferungen und Traditionen, sie verarbeiten aber auch Anstöße durch die Hochkunst (z. B. bäuerliche Möbelmalerei beeinflusst durch barocke Kirchenkunst). Sie sind häufig voll bunter Symbolik und verwenden lokale Materialien. Zu Volkskünsten mit eher regionalem Charakter gehören beispielsweise
- Möbel: Bauernmalerei, Holzmalerei, Brandmalerei
- Textilien: Weberei, Stickerei, Flechtkunst, Batik, Bogolan, Patchwork / Quilt, Trachten
- Schnitzerei
- Töpferei
- Schmuck
- Siedlungsformen
- Volksmusik, Volkstanz und viele Volkslieder

In der Neuzeit entwickelten sich überregionale und globale Formen der Volkskunst. Dazu gehören 
- Shantys
- Blues, der musikalische Elemente verschiedener Kontinente aufgreift und fließend in professionalisierte Musizierformen übergeht
- Graffiti

Seit der zweiten Hälfte des 20. Jahrhunderts wird der Begriff Populärkunst teilweise zur Bezeichnung der aktuellen Volkskunst verwendet, um mit diesem Ausdruck die Einflüsse z. B. der modernen Massenmedien auf die individuelle ästhetische Produktion vor Ort (z. B. Westafrika) mit einzubeziehen. Vor allem in den Industriegesellschaften wird mit Volkskunst heute meist eine Produktion für den touristischen Bedarf bezeichnet, die sich anlehnt an überlieferte Motive und Techniken. Ähnliches ist auch bei der europäischen Volkskunst zu beobachten, die heute ebenfalls meist für den touristischen Bedarf oder spezialisierte Sammler arbeitet. Dies betrifft insbesondere Gegenstände, die früher zum tatsächlichen Gebrauch im Alltag bestimmt waren (Kleidung, Werkzeug usw.) heute aber reine Dekorationsobjekte sind.